# Списак врста масница
Род маснице (лат. Pinguicula) тренутно садржи 83 описане врсте које припадају породици мешинки. Природно су распрострањење прекоце већег дела северне хемисфере, иако више од половине врста настањује Мексико и Централну Америку. Сигфрид Јост Каспер их је систематски поделио у три подрода са 15 одељака. Накнадна истраживања су показала да су многе од ових групација полифилетске.

## ПодродIsoloba

### ОдељакAgnata
- Pinguicula agnata
- Pinguicula albida
- Pinguicula benedicta
- Pinguicula cubensis – кубанска масница
- Pinguicula filifolia
- Pinguicula gigantea – џиновка масница
- Pinguicula infundibuliformis
- Pinguicula lithophytica
- Pinguicula pilosa

### ОдељакCardiophyllum
- Pinguicula crystallina
  - Pinguicula crystallina subsp. hirtiflora – длакавоцветна масница
- Pinguicula habilii

### ОдељакDiscoradix
- Pinguicula casabitoana
- Pinguicula lignicola

### ОдељакHeterophyllum
- Pinguicula acuminata
- Pinguicula conzattii
- Pinguicula heterophylla
- Pinguicula imitatrix
- Pinguicula kondoi
- Pinguicula mirandae
- Pinguicula parvifolia
- Pinguicula rotundiflora – округлоцветна масница

### ОдељакIsoloba
- Pinguicula caerulea – плавоцветна масница
- Pinguicula ionantha – Годфрејева масница
- Pinguicula lilacina
- Pinguicula lusitanica – бледа масница
- Pinguicula lutea – жута масница
- Pinguicula planifolia – торбарска масница
- Pinguicula primuliflora – јужна масница
- Pinguicula pumila – мала масница
- Pinguicula sharpii
- Pinguicula takakii

## ПодродPinguicula

### ОдељакCrassifolia
- Pinguicula ehlersiae
- Pinguicula esseriana
- Pinguicula debbertiana
- Pinguicula jaumavensis

### ОдељакHomophyllum
- Pinguicula greenwoodii
- Pinguicula jackii
- Pinguicula lippoldii
- Pinguicula toldensis

### ОдељакLongitubus
- Pinguicula calderoniae
- Pinguicula crassifolia
- Pinguicula hemiepiphytica
- Pinguicula laueana
- Pinguicula utricularioides – мешкаста масница

### ОдељакNana
- Pinguicula villosa – рундава масница

### ОдељакOrcheosanthus
- Pinguicula colimensis
- Pinguicula cyclosecta
- Pinguicula elizabethiae
- Pinguicula gypsicola
- Pinguicula macrophylla
- Pinguicula mesophytica
- Pinguicula moctezumae
- Pinguicula moranensis
- Pinguicula oblongiloba
- Pinguicula orchidioides (synonym P. stolonifera)
- Pinguicula zecheri

### ОдељакOrchidioides
- Pinguicula laxifolia

### ОдељакPinguicula
- Pinguicula balcanica – балканска масница
  - Pinguicula balcanica var. tenuilaciniata
- Pinguicula corsica

- Pinguicula grandiflora – великоцветна масница
  - Pinguicula grandiflora subsp. rosea
- Pinguicula leptoceras – воштана масница
- Pinguicula longifolia – дуголисна масница
  - Pinguicula longifolia subsp. causensis
  - Pinguicula longifolia subsp. dertosensis
  - Pinguicula longifolia subsp. reichenbachiana
- Pinguicula macroceras – калифорнијска масница
  - Pinguicula macroceras var. macroceras
  - Pinguicula macroceras subsp. nortensis
- Pinguicula mundi – мундска масница
- Pinguicula nevadensis – невадска масница
- Pinguicula poldinii
- Pinguicula vallisneriifolia
- Pinguicula vulgaris – обична масница

## ПодродTemnoceras

### ОдељакAmpullipalatum
- Pinguicula antarctica
- Pinguicula calyptrata
- Pinguicula chilensis - чилеанска масница
- Pinguicula involuta
- Pinguicula elongata

### ОдељакMicranthus
- Pinguicula algida
- Pinguicula alpina – алпска масница

- Pinguicula ramosa
- Pinguicula variegata

### ОдељакTemnoceras
- Pinguicula clivorum
- Pinguicula crenatiloba
- Pinguicula emarginata
- Pinguicula gracilis – танколисна масница
- Pinguicula immaculata